# Pobeda (Novorosíisk, Krasnodar)
Pobeda (del ruso: Победа) es un jútor de la unidad municipal de la ciudad de Novorosíisk del krai de Krasnodar, en el sur de Rusia. Está situado en la cuenca del río Maskaga, afluente del Anapka, en las llanuras premontañosas de las estribaciones del oeste del Cáucaso Occidental, junto al mar Negro, 26 km al noroeste de Novorosíisk y 114 km al oeste de Krasnodar, la capital del krai. Tenía 256 habitantes en 2010
Pertenece al municipio Rayévskoye.

## Historia y demografía
La mayoría de la población es descendiente de armenios que vinieron aquí como supervivientes del genocidio armenio de 1915.

## Economía y transporte
Las principales actividades de la población son la construcción y el comercio. Junto a la población se halla el campo de golf Rayevski.
La carretera federal rusa M25 pasa al norte de la localidad.